# Tatort: Borowski und der gute Mensch
Borowski und der gute Mensch ist ein Fernsehfilm aus der Krimireihe Tatort. Der vom NDR produzierte Beitrag ist die 1173. Tatort-Episode und wurde am 3. Oktober 2021 im Ersten ausgestrahlt. Der Kieler Kommissar Klaus Borowski ermittelt in seinem 37. Fall, seine Kollegin Sahin in ihrem sechsten Fall.

## Handlung
Der Frauenmörder Kai Korthals, der schon in den Folgen Borowski und der stille Gast sowie Borowski und die Rückkehr des stillen Gastes in Erscheinung getreten ist, befindet sich wegen verminderter Schuldfähigkeit im Maßregelvollzug. Als die Gefängnisdirektorin eine Probe der Theatergruppe abbricht, kommt es zu einem Tumult, bei dem Korthals einen Brand auslöst. Während der Löscharbeiten tötet er einen Feuerwehrmann und rettet in dessen Uniform zunächst die Gefängnispsychologin vor einer Vergewaltigung, indem er ihre Peiniger umbringt. Er flieht in der Feuerwehruniform; später ermordet er Emily Schumann an einem einsamen See und setzt seine Flucht in deren Kleidung und Kopfhaar auf einem Fahrrad fort. Manfred Schumann, der Vater der Ermordeten, verfolgt bei Tag und Nacht die Arbeit der Polizei.
Korthals sucht die blinde Telefonseelsorgerin Teresa Weinberger in ihrer Wohnung auf. Sie hat ihm wie viele andere Frauen Liebesbriefe in die Haft geschrieben und glaubt, dass er im Grunde ein guter Mensch ist.
Korthals tötet den Betreiber eines Schrottplatzes, weil dieser seinen Hund quält, befreit das Tier und nimmt es mit zu Teresa Weinberger. Borowski und Şahin suchen Teresa Weinberger auf. Während das SEK anrückt, verfolgt Borowski Korthals über den Balkon ins Nebenhaus. Als der Kommissar dabei abzustürzen droht, rettet Korthals ihn; Borowski lässt ihn darauf entkommen. Die Polizei bringt Weinberger mit dem Hund an einen sicheren Ort.
Korthals dringt in Borowskis Wohnung ein und ruft den Kommissar von dort aus an. Sofort kehrt dieser nach Hause zurück und trifft dort den Mörder. Als er Kai Korthals mit dessen traumatischer Kindheit konfrontiert, die ihn zu einem Psychopathen gemacht hat, schlägt dieser Borowski bewusstlos und versucht erfolglos, ihn umzubringen. In der Tiefgarage des Polizeipräsidiums überwältigt Korthals kurz darauf Şahin und schließt sie im Kofferraum ihres Autos ein. Mit einer Hundelokalisierungs-App ermittelt er den Aufenthaltsort des Hundes, damit auch den von Teresa Weinberger und fährt mit dem Fahrzeug der Kommissarin dorthin. Weinberger unternimmt einen Spaziergang. Dabei gelingt es Korthals, Weinbergers Bewachung abzulenken und sie zu motivieren, mit ihm wegzufahren. Als Weinberger Şahin aus dem Kofferraum um Hilfe rufen hört, springt sie jedoch aus dem Wagen und will sie befreien. Korthals kann sie zwar davon abhalten, aber Weinberger ist tief enttäuscht von ihm und bleibt allein zurück. Auf der Flucht verletzt Korthals einen herbeieilenden Polizisten mit dem Auto schwer.
Korthals fährt zum Polizeipräsidium. Er lockt Borowski mit seinen Kollegen auf den Parkplatz, um sich an Borowskis Schreibtisch zu setzen. Als der zum Jäger ausgebildete Schumann Korthals erschießen will, schützt Borowski ihn mit seinem Körper und revanchiert sich so für seine Rettung am Balkongeländer. Dafür bedankt Korthals sich und erschießt sich unmittelbar darauf selbst. Borowski schließt ihm die Augen. Aus Korthals’ Nachlass erhält er das kleine rote Büchlein mit dem Eintrag „Für meinen Freund Klaus“.

## Hintergrund
Der Film wurde vom 18. September 2020 bis zum 19. Oktober 2020 in Kiel und Hamburg gedreht. Die Premiere erfolgte am 6. August 2021 am Behlendorfer See.

## Rezeption

### Kritiken
„Erdacht hat sich dieses Monstrum auf der Suche nach Nähe und Häuslichkeit Sascha Arango, einer der versiertesten Thriller-Autoren des deutschen Fernsehens, der schon vor den Korthals-Krimis einige außergewöhnliche psychologische Schocker für den Kiel-»Tatort« geschrieben hat. Doch auch Arango kann mit seinem dritten Drehbuch zur Trilogie nicht verhindern, dass Korthals zum Klischee seiner selbst wird.“

„Eidinger […] wirkt so, als wäre dieser Kai, in dem er da drinsteckt, gerade sein allerschönstes Spielzeug. Victoria Trauttmansdorff hat eine feine, kleine Rolle als robuster Engel, der gerne Bücher sortiert, vermutlich machen Engel eben so was. "Borowski und der gute Mensch" ist – tadada – der perfekte Thriller.“

### Einschaltquoten
Die Erstausstrahlung von Borowski und der gute Mensch am 3. Oktober 2021 wurde in Deutschland von 7,70 Millionen Zuschauern gesehen und erreichte einen Marktanteil von 24,1 % für Das Erste.

## Trivia
Beim in der Eingangssequenz geprobten Drama handelt es sich um Die Räuber von Friedrich Schiller. Der Serienmörder Kai Korthals spielt in diesem Projekt der Theater AG die Rolle des Franz. Während seines Monologes aus dem 1. Akt, 1. Szene (Ende der Szene, ab „Ich habe große Rechte, über die Natur ungehalten zu sein, …“) umringen ihn, der Inszenierung der Theaterpädagogin folgend, andere mitwirkende Gefängnisinsassen und bilden einen Chor. Ihr kollektives Schiller’sches „Herr muss ich sein!“ steigert sich, bis die Gefängnisdirektorin, die das Geschehen von den Überwachungsmonitoren in ihrem Büro aus verfolgt und der Szenerie Eigendynamik unterstellt, eingreift.
An den Dreharbeiten in der Hamburger Justizvollzugsanstalt Fuhlsbüttel für die Szenen, in denen Korthals aus dem Maßregelvollzug entkommt, wirkten Feuerwehrleute aus Schwarzenbek als Komparsen mit. Sie fanden Details unrealistisch. Ihnen würde im Einsatz auffallen, wenn plötzlich jemand anderes dabei sei, der auch noch wie Korthals mit weißen Turnschuhen nicht die übliche Einsatzkleidung trage. Andererseits habe diese Szene so im Drehbuch gestanden, und es sei nicht Sache der Komparsen, große Einsprüche zu erheben, erklärte der Schwarzenbeker Wehrführer.
Die Hybristophilie, das im Film dargestellte Phänomen, dass sich manche Menschen zu Straftätern hingezogen fühlen, wurde bereits in der vorhergehenden Episode Der Reiz des Bösen näher beleuchtet.

## Soundtrack
- „Love Letters“ (von Edward Heyman, Victor Young) in der Fassung von Nat King Cole (1957)
- „Amigo, so ist das Leben“ (Lee Hazlewood, Carl-Ulrich Blecher), gesungen von Sven Jennsen (1967)
- „Du musst alles vergessen (Ay, Ay Amigo)“ (von Aldo von Pinelli, Lotar Olias, Rudolf-Günter Loose), gesungen von Freddy Quinn (1959)
- „Du“ (von Michael Kunze, Peter Orloff), gesungen von Peter Maffay (1970)
- „White Room“ (Jack Bruce, Felix Pappalardi) von der Rockband Cream (1968)
- „Hurdy Gurdy Man“ (Donovan Leitch, Mickie Most), gesungen von Donovan (1968)

Quelle: 